# Attheyella americana
Attheyella americana är en kräftdjursart som först beskrevs av Herrick 1884.  Attheyella americana ingår i släktet Attheyella och familjen Canthocamptidae. Inga underarter finns listade i Catalogue of Life.